# Salles (Chimay)
Pour les articles homonymes, voir Salles.
Salles (en wallon Sale) est une section de la ville belge de Chimay, située en Région wallonne dans la province de Hainaut.
C'était une commune à part entière avant la fusion des communes de 1977.

## Étymologie
L'origine des noms de lieux n'est pas souvent simple et peut correspondre à plusieurs solutions. Dans le cas présent, on pourrait penser à une origine franque avec le mot "sal", c'est-à-dire liée à la présence d'une salle spacieuse sans qu'elle soit obligatoirement fortifiée. Toutefois, au vu de sa position géographique, l'origine de Salles pourrait provenir du mot "salle" qui correspondait, par le passé, à une clairière dans la forêt.  

## Géographie
| Bailièvre          |           | Robechies       |
| Macon              | Salles    | Saint-Remy      |
| Monceau-Imbrechies | Seloignes | Villers-la-Tour |

## Évolution démographique
- Sources : INS, Rem. : 1831 jusqu'en 1970 = recensements, 1976 = nombre d'habitants au 31 décembre.

## Histoire

### Éléments d'histoire[1]
Au IXe siècle, Salles est le centre d’un vaste domaine, dont les limites correspondent à la paroisse primitive : Bailièvre, Monceau, Imbrechies, Robechies, Villers-la-Tour, et Seloignes. Cette villa appartient à un certain Erlebold, dont l’identification est douteuse, qui confie les reliques de sainte Monégonde à une communauté de religieux. Ce couvent tombe rapidement en décadence et serait à l’origine du chapitre collégial de Chimay.
Salles est l’une des neuf villes du sart de Chimay, qui suit la loi de Liège.
Le village est endommagé en 1340, au XVe siècle, en 1552 et complètement détruit en 1638. En 1616, on compte 345 habitants, chiffre qui se maintient jusque dans les années 1950, étant donné que le village reste strictement agricole.

## Patrimoine et culture

### Patrimoine architectural
- La Chapelle Notre-Dame del Pilar, date de 1677[2], lieu de pèlerinage, consacré à Notre-Dame de Saragosse[3].

- Le calvaire de style gothique, érigé en 1898 sur un terrain offert par le baron prussien de Holling, propriétaire de l'ancien prieuré de Beaurieux. Un cartel aux armes de cette famille se trouve à l'entrée de l'église.
- Eglise Notre-Dame. Edifié au XVIIIe siècle sauf la tour de style renaissance qui date de 1868[4].
- Presbytère. Date de la 2e tiers du XVIIIe siècle[5].
- Ferme du Haut Desivier, dite de Cense Poireau. Bâtiments regroupés en « U », comprenant à l'est un logis de la fin du XVIe siècle ou du début du siècle suivant et partiellement modifié aux XVIIIe et XIXe siècles, elle se trouve dans un endroit isolé dans une enclave au nord de Bailièvre[6].

### Culture

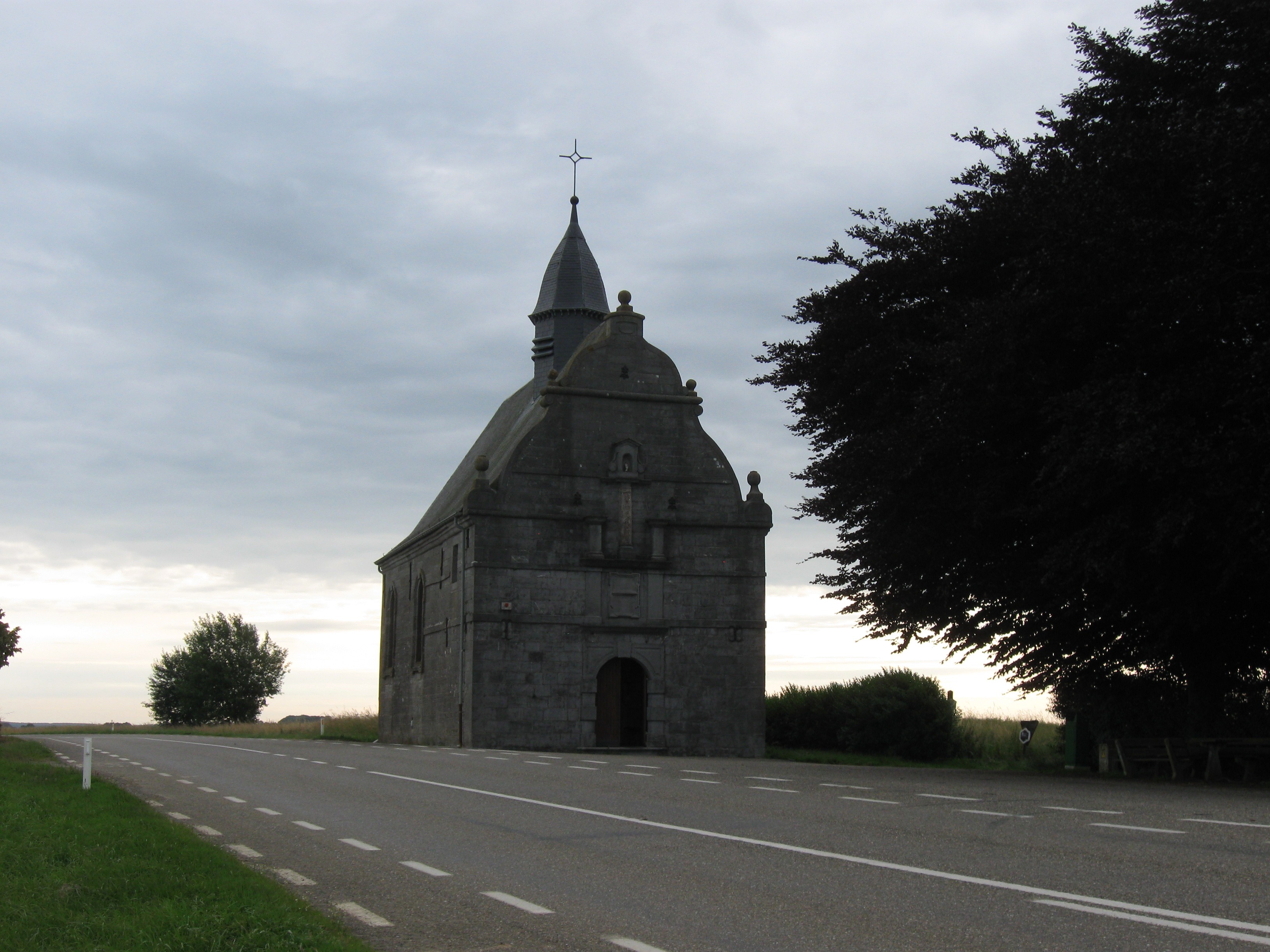
La chapelle Notre-Dame del Pilar, vue sur la chaussée.